# Langenbernsdorf
Langenbernsdorf är en kommun och ort i Landkreis Zwickau i förbundslandet Sachsen i Tyskland. Kommunen har cirka 3 500 invånare.